# Paul Gabrillagues
Paul Gabrillagues (Francia, 3 de junio de 1993) es un jugador profesional francés de rugby que se desempeña en la posición de segunda línea en Stade Français Paris, equipo perteneciente a la liga Top 14.

## Carrera
Gabrillagues es un jugador de formación francesa (JIFF). En 2007 comenzó su carrera deportiva con el equipo Paris Université Club, en el cual jugó cuatro temporadas (2007-2011), después pasó a Stade Français Paris, donde lleva jugando trece temporadas.